# 57. Infanterie-Brigade (Deutsches Kaiserreich)
Die 57. Infanterie-Brigade war ein Großverband der Preußischen Armee.

## Geschichte
Die 57. Infanterie-Brigade wurde im Jahre 1814 als 3. Infanterie-Brigade der Württembergischen Armee aufgestellt und war ab 1815 Teil der Militärverbände des Deutschen Bundes.
Zum 1. Juli 1871 wurde sie im Rahmen der am 25. November 1870 geschlossenen Militärkonvention zwischen dem Norddeutschen Bund und Baden in 57. Infanterie-Brigade umbenannt.
Von 1871 bis zum 15. September 1916 war die Brigade Teil der 29. Division in Freiburg/Breisgau, die dem XIV. Armee-Korps zugeordnet war. Danach gehörte der Verband bis zu seiner Auflösung Ende Januar 1917 zur 212. Infanterie-Division.

### Gliederung
- 1871

5. Badisches Infanterie-Regiment Nr. 113, 6. Badisches Infanterie-Regiment „Kaiser Friedrich III.“ Nr. 114, 4. Badisches Landwehr-Regiment Nr. 112
- 1872, 5. Badisches Infanterie-Regiment Nr. 113, 6. Badisches Infanterie-Regiment Nr. 114, 5. Badisches Landwehr-Regiment Nr. 113
- 1873 bis 1887

5. Badisches Infanterie-Regiment Nr. 113, 6. Badisches Infanterie-Regiment Nr. 114, 5. Badisches Landwehr-Regiment Nr. 113, 6. Badisches Landwehr-Regiment Nr. 114
- 1888

4. Badisches Infanterie-Regiment Prinz Wilhelm Nr. 112, 5. Badisches Infanterie-Regiment Nr. 113, 4. Badisches Landwehr-Regiment Nr. 112, 5. Badisches Landwehr-Regiment Nr. 113*
- 1889 bis 1890

Wie 1871
- 1891 bis 1914

5. Badisches Infanterie-Regiment Nr. 113, 6. Badisches Infanterie-Regiment Kaiser Friedrich III. Nr. 114
- Kriegsgliederung bei Mobilmachung im August 1914

5. Badisches Infanterie-Regiment Nr.113 und 6. Badisches Infanterie-Regiment Kaiser Friedrich III Nr.114
- Kriegsgliederung 1916/1917

Vom 26. Dezember 1916 bis zum 12. Januar 1917 war der Brigade zusätzlich das (kgl. Sächs.) Infanterie-Regiment Nr. 415 und vom 3. Januar 1917 bis zum 13. Januar 1917 das (kgl. Sächs.) Infanterie-Regiment Nr. 416 zugeordnet. 

### Erster Weltkrieg
Mit der Mobilmachung im August 1914 musste die Brigade dasBrigade Ersatz Bataillon 57 aufstellen und wurde Ende Januar 1917 aufgelöst.
Im Verband der 29. Division wurde sie ausschließlich an der Westfront eingesetzt. Zu den Kampfhandlungen, Gefechten und Schlachten siehe Kampfgeschehen der 29. Division.

### Brigadekommandeure
Die Stellenbesetzung wurde ab 1871 durch die preußische Militärverwaltung bestimmt.
| Name                                        | Datum                                          |
| ------------------------------------------- | ---------------------------------------------- |
| 3. Infanterie-Brigade (Großherzogtum Baden) |                                                |
| Ludwig Brückner                             | 1814 bis 1815                                  |
| Ludwig Waag                                 | 1859                                           |
| Adolf Keller                                | 1867                                           |
| 57. Infanterie-Brigade                      |                                                |
| Adolf Keller                                | 1. Juli 1871 bis 11. November 1871             |
| Gustav von Weller                           | 12. November 1871 bis 10. Juni 1872            |
| Friedrich Wilhelm von Falkenhausen          | 11. Juni 1872 bis 27. November 1879            |
| Barthold von Ditfurth                       | 28. November 1879 bis 11. November 1884        |
| Karl von Gerhardt                           | 12. November 1884 bis 3. August 1888           |
| Friedrich von Ziegler                       | 4. August 1888 bis 23. März 1890               |
| Philipp von Fischer-Treuenfeld              | 24. März 1890 bis 16. Mai 1892                 |
| Franz von der Mülbe                         | 17. Mai 1892 bis 29. Mai 1896                  |
| Georg von Braunschweig                      | 20. Mai 1896 bis 14. Juni 1898                 |
| Joseph von Fallois                          | 15. Juni 1898 bis 17. Mai 1901                 |
| Emil Kutzen                                 | 18. Mai 1901 bis 26. Januar 1905               |
| Thilo von Tresckow                          | 27. Mai 1905 bis 15. Oktober 1906              |
| Eugen Marschall von Sulicki                 | 16. Oktober 1906 bis 21. März 1910             |
| Arnold von Winckler                         | 22. März 1910 bis 20. April 1911               |
| Kurt von Kehler                             | 21. April 1911 bis 25. Februar 1914            |
| Franz von Trotta gen. von Treyden           | 26. Februar 1914 bis 10. Januar 1915           |
| Wilhelm Otto Karl Neubaur                   | 11. Januar 1915 bis 8. Januar 1916             |
| Hans Wilhelm August Paris                   | 9. Januar 1916 bis 31. Januar 1917 (Auflösung) |